# 1502 Arenda
Az 1502 Arenda (ideiglenes jelöléssel 1938 WB) a Naprendszer kisbolygóövében található aszteroida. Karl Wilhelm Reinmuth fedezte fel 1938. november 17-én, Heidelbergben.